# Сесіль Кассель
Сесіль Крошон (фр. Cécile Crochon; нар. 25 червня 1982, Париж), відома як Сесіль Кассель (Cécile Cassel) і HollySiz — французька акторка і співачка.

## Біографія
Дочка актора Жана-П'єра Касселя та журналістки Анн Селер'є, єдинокровна сестра актора Венсана Касселя та музиканта Матьяса Касселя, відомого як Rockin' Squat.
У юності дебютувала в театрі, у 2000 році отримала першу роль у телесеріалі «Великий начальник», у 2002 році вперше знялася у повнометражній стрічці («Жива»). Завдяки просунутому рівню володіння англійською мовою грала в американських постановках, таких як передостання серія серіалу «Секс і місто» та фільм «Голова в хмарах».
У 2008 році створила музичний гурт HollySiz. З 2010 року гурт грав на розігріві у Йоделіса, Жюльєна Доре, Brigitte, а також виступав на невеликих концертних майданчиках у Франції та Бельгії («Буль Нуар», «Потьомкін» у Брюсселі, Театр на Марсовому полі). У 2013 році вийшов перший диск гурту HollySiz, My Name Is. Композиція Come Back To Me була випущена в червні як сингл і мала успіх у публіки.
У грудні 2013 року Сесіль Кассель стала новим обличчям аромату «Secret» парфумерної компанії Rochas.

Сесіль Кассель мала роман з актором Гаспаром Ульєлем, який закінчився 2007 року. З 2009 року вона у стосунках із продюсером Рафаелем Амбюрже, сином Мішеля Берже та Франс Галль.

## Фільмографія

### Кіно
- 2001 — Розсекречене життя Вальтера Ньона / La Vie sans secret de Walter Nions (короткометражний фільм) — Перехожа «Алеї туманів»
- 2001 — Boomer (короткометражний фільм) — Коралі
- 2002 — До сховища від нескромних поглядів / À l'abri des regards indiscrets — невдаха-комедіантка
- 2002 — Жива / Vivante — Іза
- 2002 — Шайка з аптеки / La Bande du drugstore — Шарлотта Строссман
- 2003 — Без нього / Sem Ela — Панки
- 2003 — Пістолет / Le pistolet (короткометражний фільм) — Софі
- 2004 — Заради задоволення / Pour le plaisir — Мірей, мажоретка
- 2004 — Голова у хмарах / Head in the Clouds — Селін Бессе
- 2005 — Безглуздя / Contresens
- 2005 — Моє життя в повітрі / Ma vie en l'air — Клеманс
- 2005 — Foon — студентка
- 2006 — О, Єрусалим / Ô Jérusalem — Джейн
- 2007 — Я сповнений ідей / J'ai plein de projets (короткометражний фільм)
- 2007 — Актор / Acteur (короткометражний фільм)
- 2007 — Любов Астреї та Селадона / Les Amours d'Astrée et de Céladon — Леоніда
- 2008 — Перший день життя / Le Premier Jour du reste de ta vie — Прюн
- 2009 — Колишній / Ex — Монік
- 2009 — Мені буде не вистачати тебе / Je vais te manquer
- 2009 — Барбаросса / Barbarossa — Беатріса Бургундська
- 2009 — П'ять моїх колишніх подружок / My Last Five Girlfriends — Рона
- 2010 — О, юність / Ô jeunesse (короткометражний фільм) — Матильда
- 2010 — Ти, я, інші / Toi, moi, les autres — Олександра
- 2010 — Сумна ніч / Nuit bleue
- 2011 — Дочки суботи / Les Filles du samedi (короткометражний фільм) — Ева
- 2012 — Завжди / It's Always — Емі
- 2012 — Як брати / Comme des frères — Жанна
- 2012 — Париж за будь-яку ціну / Paris à tout prix — Олександра
- 2013 — Золота клітка / La Cage dorée — Романа
- 2013 — Мей Вест / Mae West (короткометражний фільм) — Керрі
- 2013 — Гібріс / Hybris (короткометражний фільм) — Морган
- 2013 — Париж / Paris (короткометражний фільм)
- 2014 — Я обрана / Je suis choisie (короткометражний фільм) — Максін

### Телебачення
- 2000 — Великий начальник / Le grand patron (епізод «Сімейний дух») — Жюлі Френе
- 2000 — Мої бідні ручки / Mes pires potes (епізод 17 «В силу різниці у віці») — Патрісія
- 2001 — Запаморочення / Vertiges (епізод «Параноя») — Мерилін
- 2001 — Привіт, життя / Salut la vie — Каролін
- 2002 — Жіноча справедливість / Justice de femme (телефільм) — Карін
- 2003 — Келіф та Дойч у пошуках заняття / Kelif et Deutsch à la recherche d'un emploi (міні-серіал)
- 2003 — Прощання / L'Adieu (телефільм) — Ізабель
- 2004 — Секс і місто / Sex and the City (сезон 6, епізод 19) — Хлоє
- 2004 — Коли море повертається / Quand la mer se retire (телефільм) — Беранжера
- 2006 — Украли Джоконду / On a volé la Joconde (телефільм) — Маріучча
- 2007 — Клара Шеллер / Clara Sheller — Вікторія
- 2007 — Подружжя з острова Бурбон / Les Mariées de l'isle Bourbon (телефільм) — Луїзон Лафорж
- 2008 — Пусто в кишенях / Rien dans les poches (телефільм) — Анн
- 2008 — Коко Шанель / Coco Chanel (міні-серіал) — Габріель Дорзіа
- 2009 — Одна співає, інша теж / L'une chante, l'autre aussi (телефільм) — грає себе
- 2009 — На другий день / Sous un autre jour (телефільм) — Жозефін

## Театр
- 2004 — Життя і порох / La Vie et des poussières Саймона Дональда, читання в Théâtre de l'Œuvre
- 2005 — Колет поблизу / Colette intime, читання, постановка Крістофа Корреа на Гриньянському фестивалі
- 2008 — Марія Башкирцева, падаюча зірка / Marie Barskhirtseff, l'étoile filante, п'єса Жана-П'єра Гено, постановка Саллі Мікалефф
- 2011 — Двадцяте листопада / Le 20 November Ларса Норена, постановка Жеремі Ліппмана, театр де Ла-Мадлен

## Дискографія

### Альбоми
| Рік  | Альбом                               | Вища позиція | Вища позиція | Сертифікація |
| Рік  | Альбом                               | FR           | BEL (Wa)     | Сертифікація |
| ---- | ------------------------------------ | ------------ | ------------ | ------------ |
| 2013 | HollySiz, My Name Is(група HollySiz) | 30           | 116          |              |